# Taylor's Bay
Taylor's Bay est une petite communauté canadienne située dans le sud de la péninsule de Burin de l'île de Terre-Neuve dans la province de Terre-Neuve-et-Labrador. Elle est située sur la route 220 qui fait le tour de la partie sud de la péninsule entre Lawn à l'est et Lamaline à l'ouest. Une route partant vers le sud de la route 220 à Taylor's Bay relie Lord's Cove et Roundabout avant de revenir sur la route 220 plus à l'ouest à Lawn.

## Annexe